# Hanjivka, Kobeleakî
Hanjivka (în ucraineană Ганжівка) este un sat în comuna Zolotarivka din raionul Kobeleakî, regiunea Poltava, Ucraina.

## Demografie
Componența lingvistică a localității Hanjivka
     Ucraineană (98,54%)
     Alte limbi (1,17%)
Conform recensământului din 2001, majoritatea populației localității Hanjivka era vorbitoare de ucraineană (98,54%), existând în minoritate și vorbitori de alte limbi.